# Макарівка (Вишгородський район)
Мака́рівка — село в Україні, у Іванківській селищній громаді Вишгородського району Київської області. Населення становить 445 осіб.

## Географія
На північній-східній стороні від села бере початок річка Ковпитень, права притока Терняви.

## Історія
7 (20) листопада 1917 року, відповідно до Третього Універсалу Української Центральної Ради, увійшло до складу Української Народної Республіки.
12 червня 2020 року, відповідно до розпорядження Кабінету Міністрів України № 715-р «Про визначення адміністративних центрів та затвердження територій територіальних громад Київської області», увійшло до складу Іванківської селищної територіальної громади.
19 липня 2020 року, в результаті адміністративно-територіальної реформи та ліквідації Іванківського району, село увійшло до складу новоутвореного Вишгородського району.
З кінця лютого до 1 квітня 2022 року під час російсько-української війни село було окуповане російськими військами.

## Особистості
- Костюченко Раїса Артемівна (1927—2010) — працівниця сільського господарства, ланкова.
- Скопич Василь Платонович (16.01.1947) — заслужений майстер народної творчості України (1986), музикант — баяніст, народний живописець, член Національної спілки майстрів народного мистецтва, лауреат премії ім. Катерини Білокур (1993). Уродженець села.

## Галерея

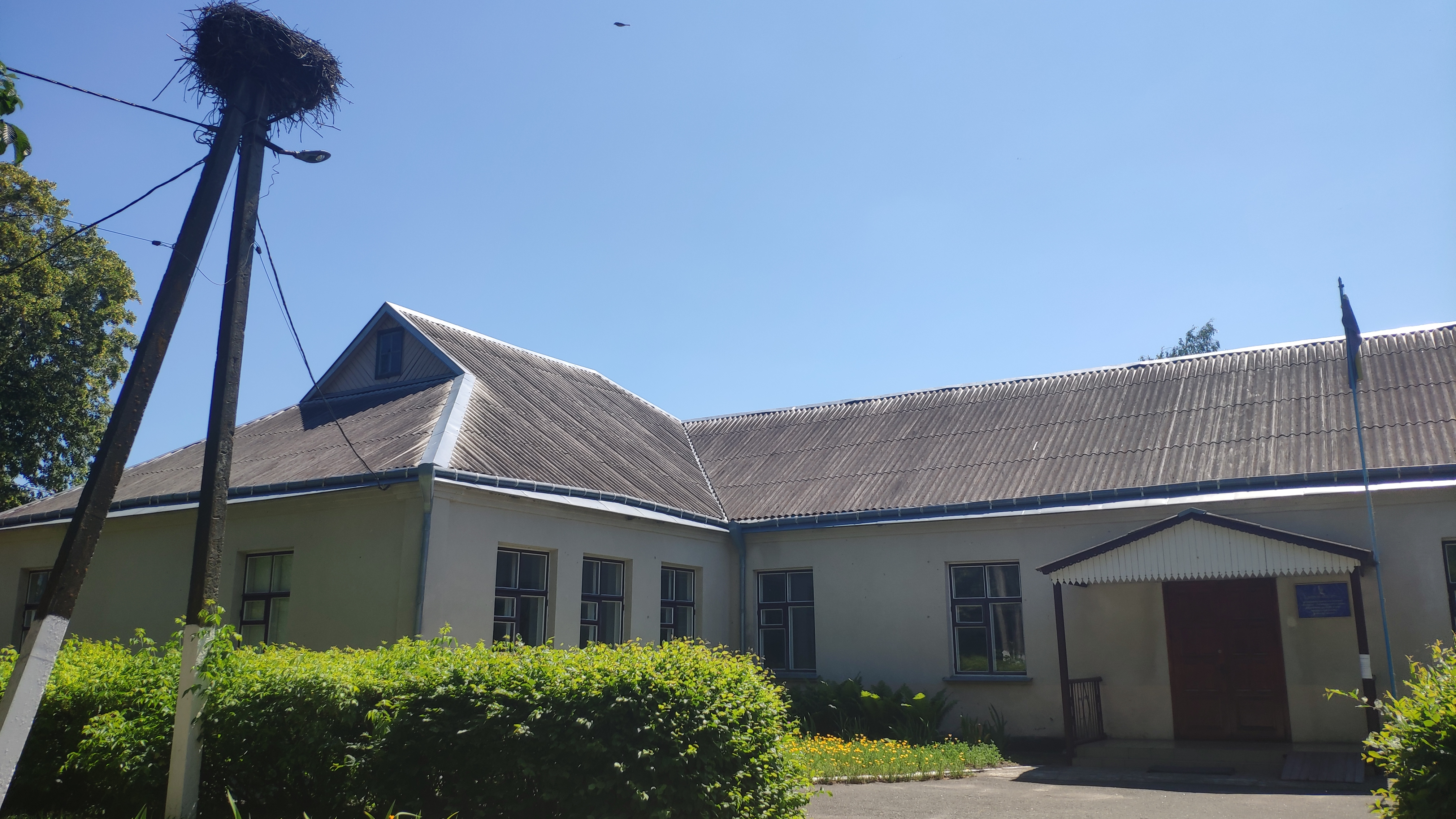
Макарівське НВО "ЗОШ І-ІІ ступенів - дитячий садок"
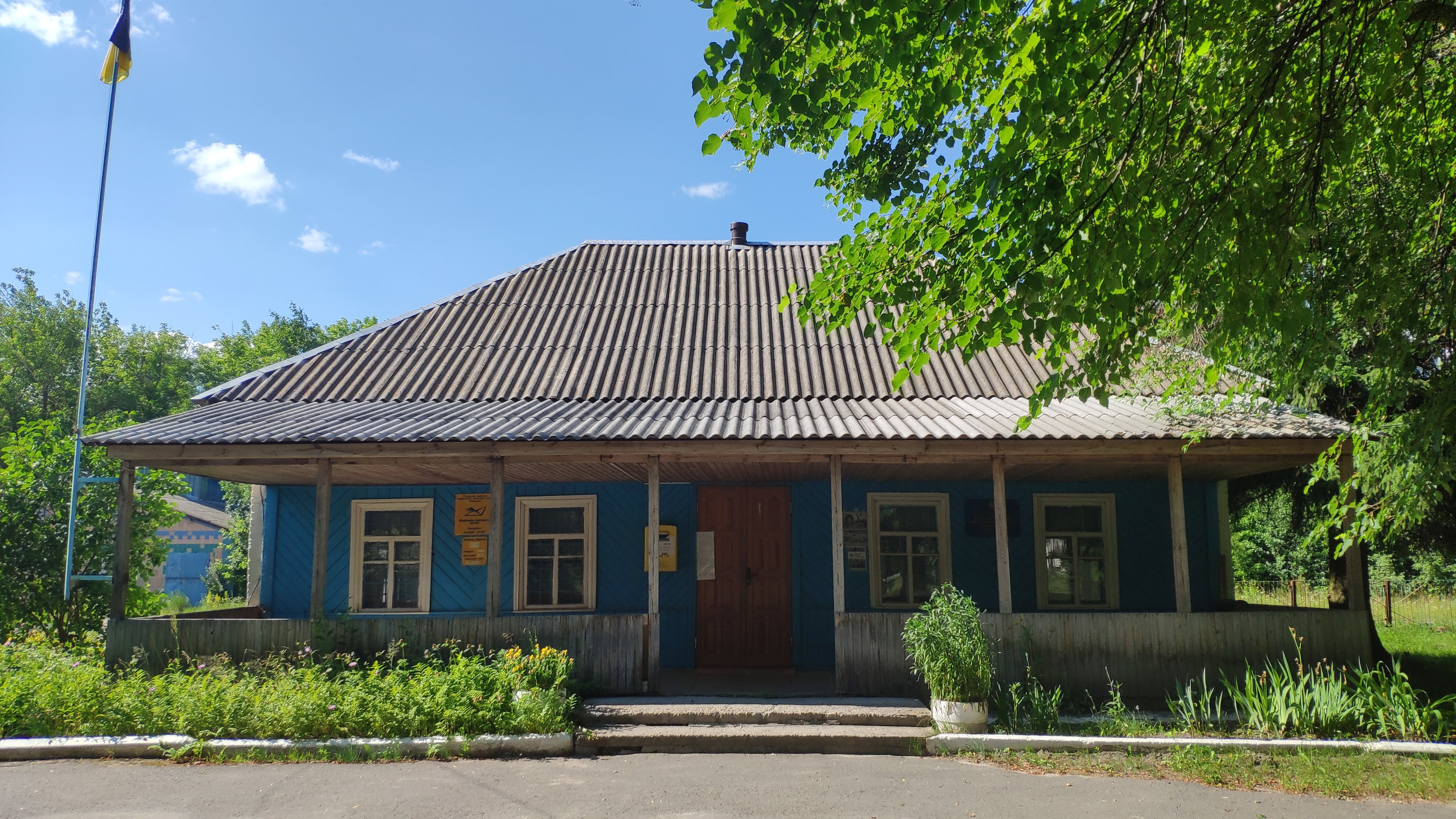
Макарівська сільська рада
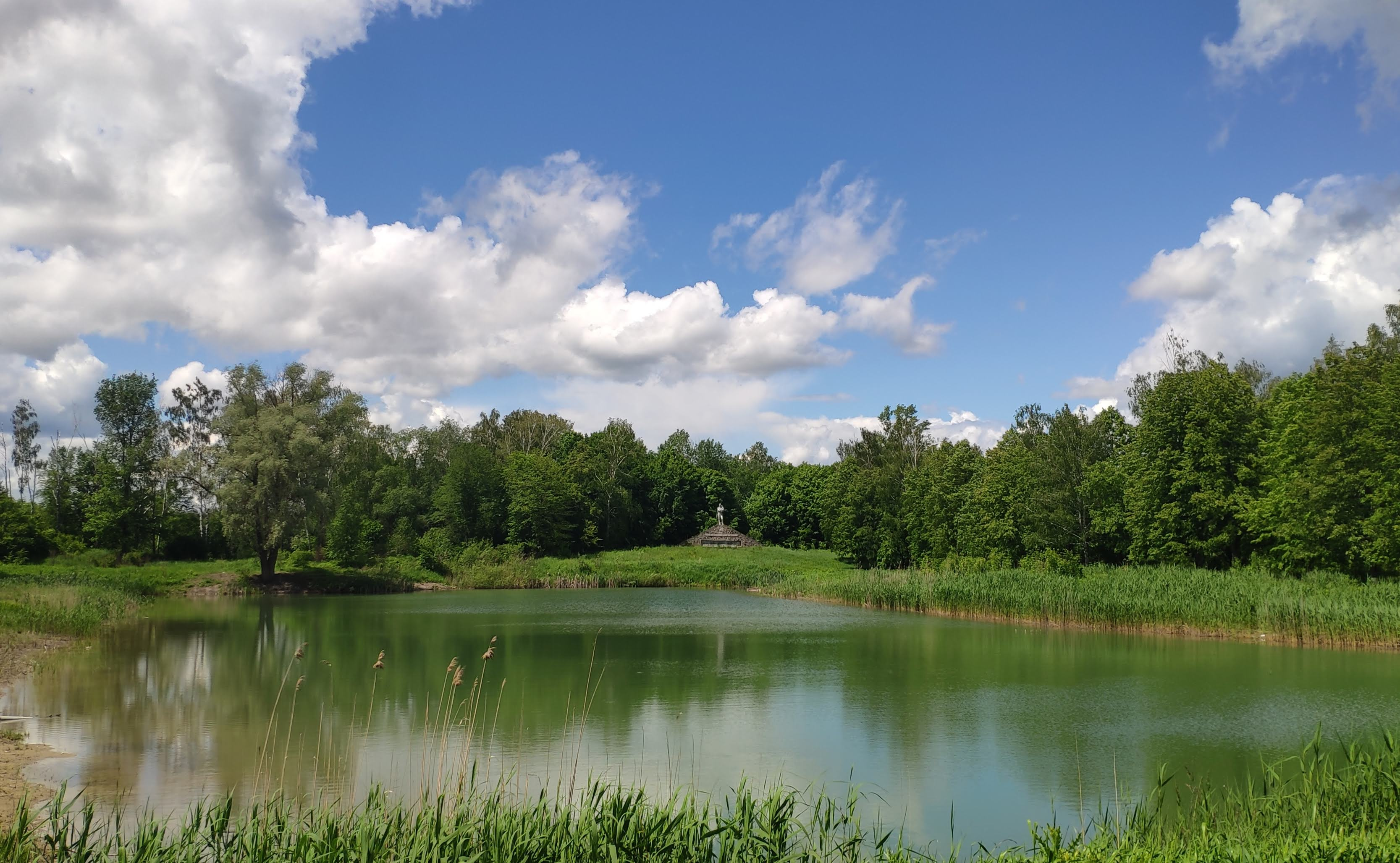
Ставок в центрі села
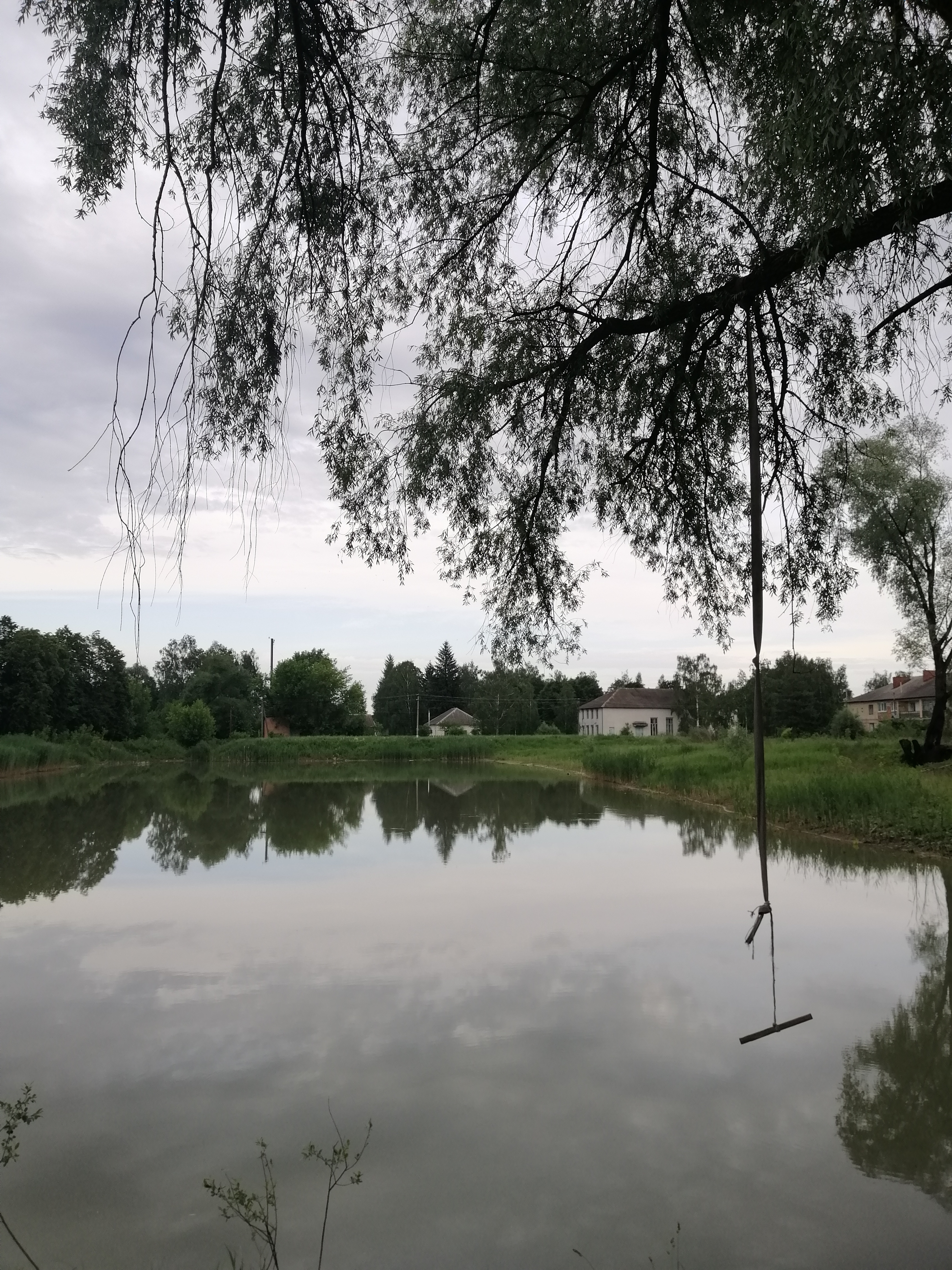
Ставок в центрі села
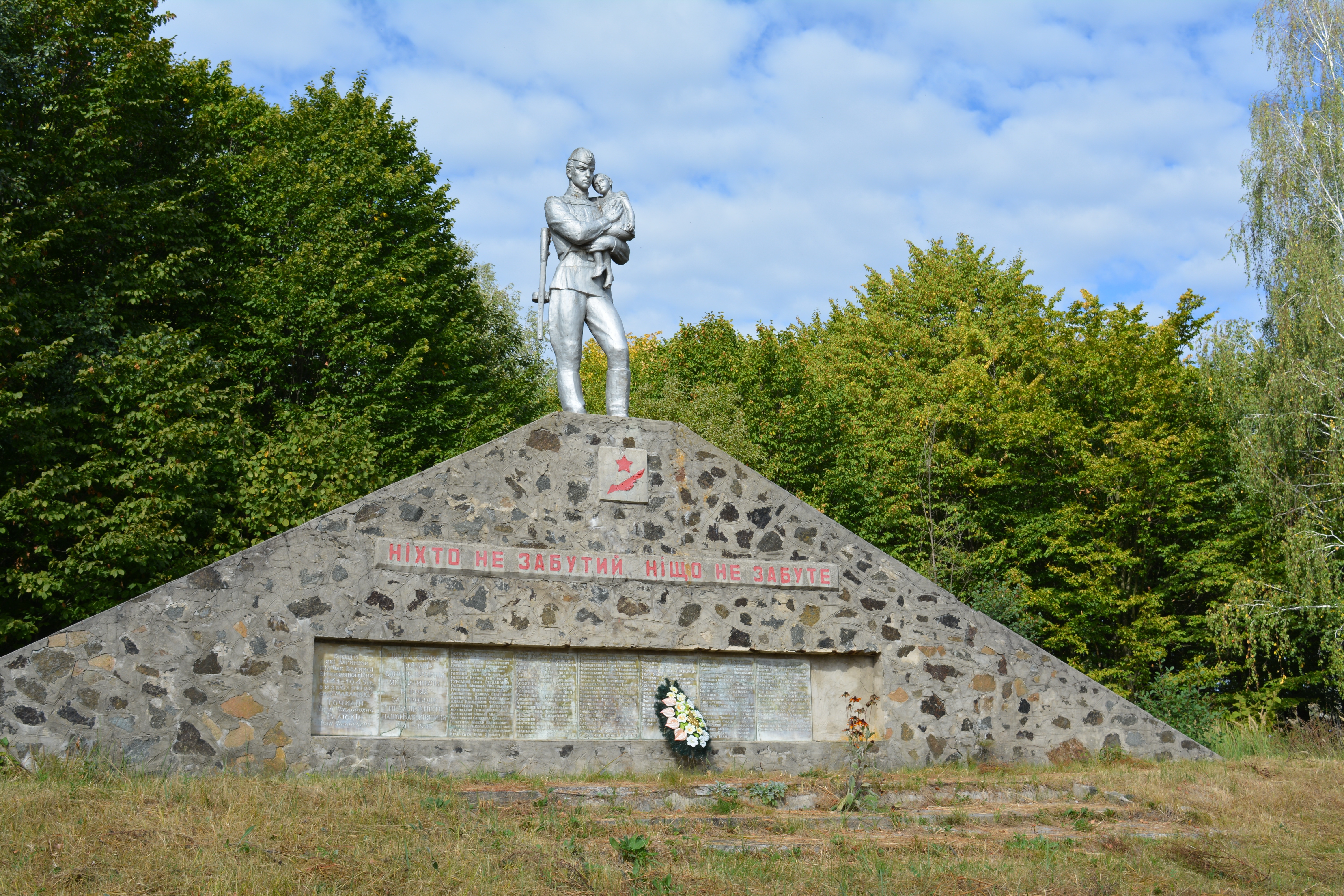
Пам'ятник воїнам-односельцям, які загинули в роки Другої світової війни